# رضا ماتام
رضا ماتام لاعب كرة قدم دولي جزائري سابق، ومن أبرز لاعبي وفاق سطيف الجزائري، كما لعب في نوادٍ عديدة منها شباب قسنطينة، ولد بمدينة سطيف، لعب كلاعب وسط مهاجم.